# صامويل مبوغوا
صامويل مبوغوا (بالإنجليزية: Samuel Mbugua) (مواليد 1 يناير 1946) هو ملاكم كيني، مثّل بلاده في الألعاب الأولمبية الصيفية في دورتي 1968 و1972.

## روابط خارجية
صامويل مبوغوا على موقع أوليمبيديا (الإنجليزية)
- صامويل مبوغوا على موقع اتحاد ألعاب الكومنولث (مؤرشف) (الإنجليزية)